# Parents Music Resource Center

Waarschuwingslogo zo als dat op muziekalbums wordt geplakt

De Parents Music Resource Center (PMRC) is een Amerikaans comité, dat in 1985 is opgericht om ouders informatie te verschaffen en te waarschuwen tegen verruwing van taalgebruik in de populaire muziek. Het comité werd opgericht door vier vrouwen uit Washington, namelijk Tipper Gore, de vrouw van senator Al Gore, Susan Baker, Pam Howar en Sally Nevius. Uiteindelijk groeide het comité tot 22 deelnemers.

## Achtergrond
Tipper Gore hoorde samen met haar dochter Karenna het nummer Darling Nikki van Prince, dat refereert aan seks en masturbatie. (I knew a girl named Nikki/I guess you could say she was a sex fiend/I met her in a hotel lobby/Masturbating with a magazine). Tipper Gore zei geschokt te zijn na het bestuderen van teksten en video's van popmuziek. Hierop richtten ze in mei 1985 de PMRC op. Volgens de PMRC zou de familie een veilige plaats voor kinderen moeten zijn, om kinderen te beschermen tegen de gevaren van buitenaf. Zonder deze familiestructuur zou rockmuziek de jeugd verpesten met "berichten die ze niet aan zouden kunnen". 
De opkomst van rap-muziek in de jaren 1980 gaven de PMRC draagvlak onder Amerikaanse politici. Ice-T werd zelfs persoonlijk door Tipper Gore aangeklaagd voor de verhoging van het aantal gevallen van geweld tegen politie in Los Angeles.

## Doel
Het eerste wat de PMRC probeerde te bereiken, was een richtlijn of rating systeem gelijk aan wat voor films met leeftijden gebruikelijk is. Tevens wilde het albums met expliciet materiaal met waarschuwingsstikkers beplakken, of deze door de winkels niet meer openlijk te verkopen. Ook werden televisiestations gemaand bepaalde video's niet meer uit te zenden. In augustus 1985 waren er 19 platenmaatschappijen die daadwerkelijk plakkers met Parental Advisory: Explicit Lyrics op albums plakten.

## Muzikanten
Veel muzikanten vonden de acties van de PMRC een toonbeeld van overdreven bemoeizucht. Uiteraard was dit vooral het geval bij de artiesten die door de PMRC werden aangepakt, of mogelijk interessant konden zijn voor de PMRC. Vele artiesten maakten notie van de PMRC in hun songteksten, maakten eigen stikkers voor op de albums, of protesteerden op een andere wijze. Zo heeft de Amerikaanse punkband NOFX in 1987 de ep The P.M.R.C. can suck on this laten uitgeven en "speelde" Rage Against The Machine in 1993 een 14 minuten durend optreden, door slechts naakt op het podium te staan, met plakband over hun monden en de letters PMRC op hun borst.